# Platycoelia inflata
Platycoelia inflata är en skalbaggsart som beskrevs av Ohaus 1904. Platycoelia inflata ingår i släktet Platycoelia och familjen Rutelidae. Inga underarter finns listade i Catalogue of Life.